# ويليام دوغلاس (سياسي)
ويليام دوغلاس (بالإنجليزية: William Douglas)‏ هو سياسي بريطاني، ولد في 1921، وتوفي في 17 مايو 2013. في الانتخابات البرلمانية في أيرلندا الشمالية 1973 ‏، انتخب عضو برلمان أيرلندا الشمالية 1973-1974 وقد انضم خلال فترته النيابية ‏ للكتلة البرلمانية حزب ألستر الوحدوي وفي انتخابات الجمعية التشريعية لأيرلندا الشمالية 1982 ‏، انتخب عضو الجمعية التشريعية لأيرلندا الشمالية 1982-1986 ‏ وقد انضم خلال فترته النيابية ‏ للكتلة البرلمانية حزب ألستر الوحدوي.